# Música de Rua
Música de Rua è il terzo album in studio da solista della cantante brasiliana Daniela Mercury, pubblicato nel 1994.

## Tracce
1. Música de Rua – 3:24 (Pierre Onassis, Daniela Mercury)
2. Vulcão da Liberdade – 3:33 (Tonho Matéria)
3. Alegria Ocidental – 3:08 (Mercury, Liminha)
4. Tem Amor – 4:19 (Mercury, Liminha)
5. Saudade – 3:27 (Angelique Kidjo, John Hebrail; vers. portoghese: Mercury)
6. Rosa – 3:30 (Onassis)
7. O Reggae e o Mar – 3:16 (Rey Zullo, Mercury)
8. Rap Repente – 3:32 (Mercury, Ramiro, David, Beto, Cesário, Toni)
9. Domingo no Candeal – 3:43 (Lucas Santana, Quito Ribeiro)
10. Sempre te Quis – 4:20 (Herbert Vianna)
11. Folia de Rei – 2:53 (Carlinhos Brown, Alain Tavares)
12. Por Amor ao Ilê – 2:57 (Guiguio)
13. Música de la Calle (Spanish version) – 3:22 (Pierre Onassis, Daniela Mercury)